# Ramona Hanganu
Ramona-Florina Hanganu  conhecida artisticamente como Ramona Hanganu, (Onești, distrito de Bacău, Romênia, 6 de junho de 1991), é uma cantora e atriz muito popular em seu país de nascimento.

## Biografia
Ramona  começou a cantar aos quatro anos participando do concurso musical infantil Tip Top Minitop.
Treinando na Casa da Cultura, em sua cidade natal e participando em um festival de música para crianças de 6 anos.
Ramona Hanganu mudou para a capital com a sua família e frequentou a Escola Superior de Música de Bucareste Dinu Lipatti.
Aos 10 anos já tinha decidido que queria ser atriz. Em 2009 participou na seleção nacional para Eurovision. Foi selecionada para fazer parte do grupo humorístico Divertis, na época transmitido no canal Pro TV. Dentro deste programa ela cantou a música KK-Maka, uma paródia da música "Waka waka", o hino da Copa do Mundo na África do Sul que Shakira cantou.